# UV mapping

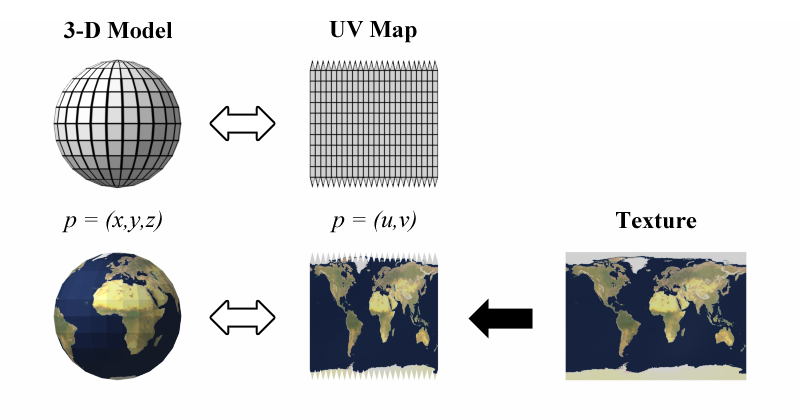
Приклад накладання двовимірної текстури (з координатами U, V) на 3D модель глобуса (з координатами X, Y, Z).

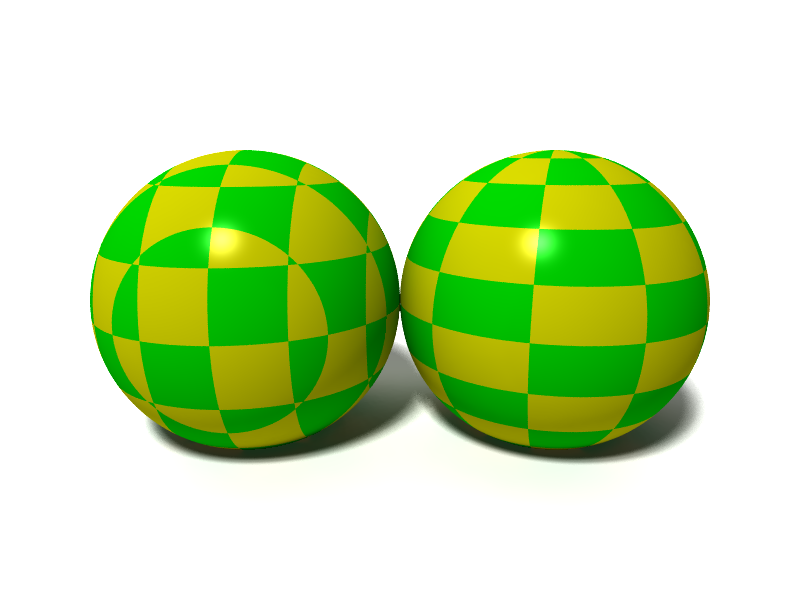
Накладена текстура зліва на 3D об'єкт без використання UV координат, справа з UV.

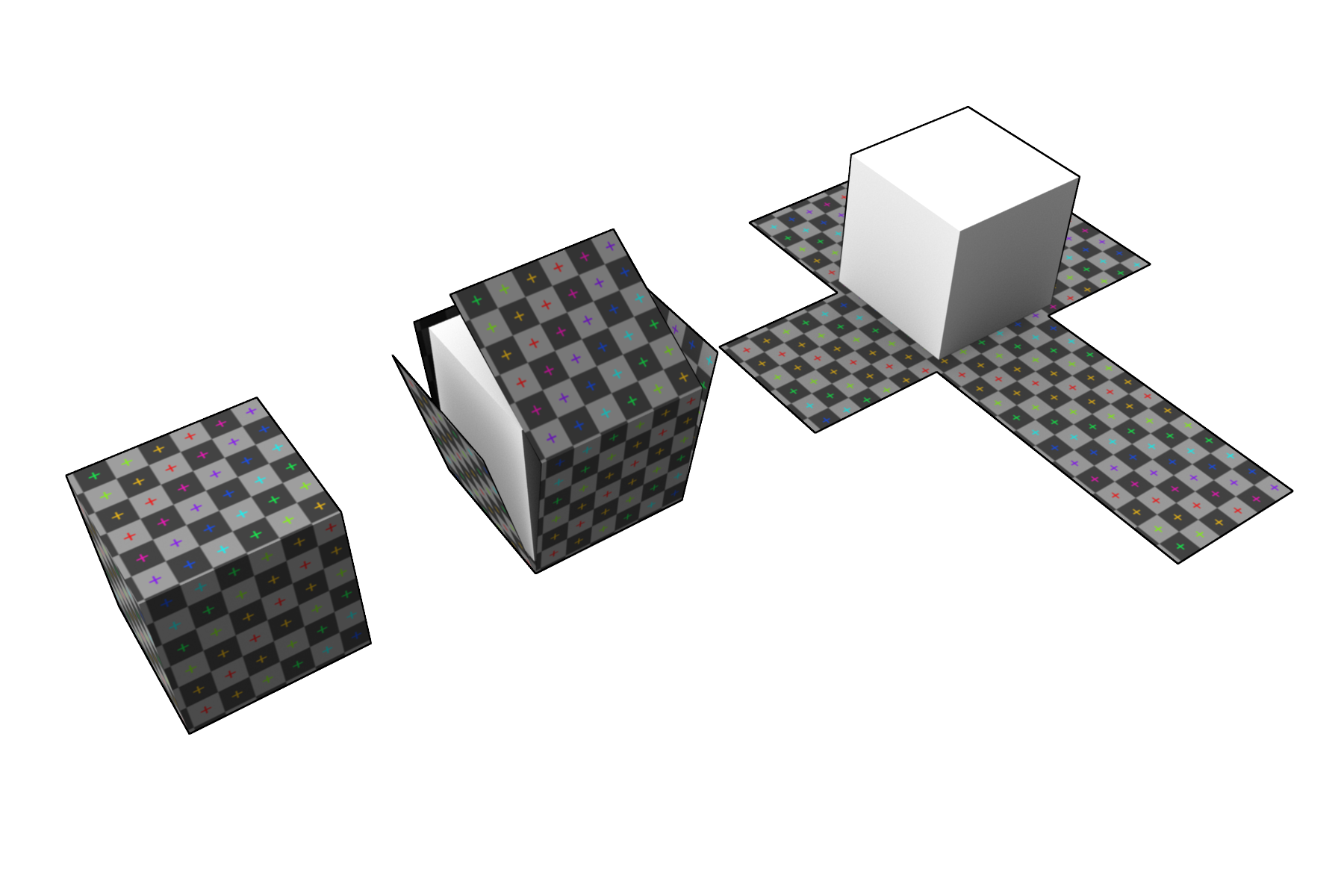
Приклад накладання UV-розгортки на куб. Як бачимо текстура має вигляд плоскої розгортки.

UV mapping — процес в 3D моделюванні, який полягає в накладанні двовимірного зображення на тривимірну модель. Літерами U і V позначають осі координат площини розгортки, оскільки літери X, Y і Z використовуються для позначення просторових координат.

## UV mapping
UV mapping (UV-розгортка) — відповідність між координатами на поверхні тривимірного об'єкту (X, Y, Z) і координатами на текстурі (U, V). Значення U і V зазвичай змінюються від 0 до 1. Розгортка може будуватися як вручну, так і автоматично.
Сучасне тривимірне апаратне забезпечення вважає, що UV-перетворення в межах одного трикутника є афінним — тому достатньо задати U і V для кожної вершини кожного з трикутників. Втім, як саме стикувати трикутники один з одним, вибирає 3D-моделер, і вміння будувати вдалу розгортку — один з показників його класу. Існує кілька показників якості розгортки, які можуть суперечити один одному:
- Максимально повне використання площі текстури. Втім, в залежності від розриву між «мінімальними» і «максимальними» системними вимогами, по краях розгорнення текстурі потрібен певний «допуск» на генерацію текстур меншого розміру.
- Відсутність областей з недостатньою або надлишковою деталізацією текстури.
- Відсутність областей з зайвими геометричними спотвореннями.
- Подібність із стандартними ракурсами, з яких зазвичай малюється або фотографується об'єкт — спрощує роботу художника по текстурам.
- Вдало розташовані «шви» — лінії, відповідні одному ребру, але розташовані в різних місцях текстури. Шви бажані, якщо є природний «розрив» поверхні (шви одягу, краї, зчленування і т. д.), і небажані, якщо таких немає. У моделюванні персонажів Dota 2 брали участь аматори з усього світу, і керівництво з моделювання вимагало, щоб очі були окремим «острівцем» розгорнення.[1]
- Для частково симетричних об'єктів: вдале поєднання симетричних і асиметричних ділянок розгорнення. Симетрія підвищує деталізацію текстури і спрощує роботу художника по текстурам; асиметричні деталі «оживляють» об'єкт.

## Обчислення UV для сфери
Для будь-якої точки {\displaystyle P} на сфері, вирахувати {\displaystyle {\hat {d}}-} одиничний вектор спрямований від {\displaystyle P} до центру сфери.
Припускаючи, що полюси сфери вирівняні уздовж осі Y,  UV координати в діапазоні {\displaystyle [0,1]} можна обчислити так:
{\displaystyle u=0.5+{\frac {\arctan 2(d_{z},d_{x})}{2\pi }}}
{\displaystyle v=0.5-{\frac {\arcsin(d_{y})}{\pi }}}